# Сајам шљива у Осечини
Сајам шљива у Осечини је привредна, туристичка и такмичарска манифестација на којој се окупљају излагачи из земље и иностранства и презентују новине у пољопривреди. Осечина се налази у Колубарском округу, на путу Лозница-Ваљево. Због повољног географског положаја представља идеално место за одржавање сајма овог типа. Шљиварством се у овој општини бави преко 2.700 домаћинстава, претежно регистрована пољопривредна газдинстава. Многи се све више посвећују сушењу и другим облицима прераде, стално се увећавају прерадни капацитети и сушаре, којих данас има преко 160. Подстакнути тим успесима, сајам се одржава већ 10 година уназад.

## Историјат
Сајам се успешно одржава од 2006. године под покровитељством општине Осечина. Најпре је то био сајам на локалном нивоу, а како је организован следећи тако се повећавао и број излагача. Општина може да се похвали чињеницом да је осим излагача из целе Србије угостила и почасне госте из Словеније, Босне и Херцеговине, Хрватске, Македоније, Португалије. Из године у годину се повећавао број гостију који су излагали своје производе и на тај начин доприносили угледу и значају сајма. 2015. године сајам је одржан по јубиларни десети пут у периоду од 28. до 30. августа, окупивши око 50 произвођача тог воћа и око 200 излагача пољопривредне механизације и опреме.

## Програм
Осим традиционалног програма који чине излагање производа који су најбољи део рода текуће године у свежем стању, на стотинак изложбених штандова воћара налазе се и бројне прерађевине, које постају или већ јесу брендови овог краја:сува шљива, пекмез, слатко од шљива, ракија. Такође се представљају и компаније које се баве заштитом воћа и поврћа, производњом пољопривредне механизације, ђубрива, система за наводњавање, казана као и водеће компаније у домену осигурања домаћинстава. Међу најпознатијим су Подгорина воће, Генерали осигурање Србија, Крушик пластика, Еко патент, Агромаркет, Подгорка, Белфарма, Chemical Agrosava, Јадар Пак, Sungenta agro, Дунав осигурања. Велики значај је исказан и едукацији путем предавања коју одржавају врхунски домаћи предавачи о најактуелнијим темама везаним за шљиварство, као и престижно оцењивање квалитета јаких воћних алкохолних пића од стране водећих стручњака у том подручју.

### Културно-уметнички програм
За време трајања сајма организују се и разни културно-уметнички програми. Велика пажња се посвећује најмлађима за које су посебно организовани маскенбали, улица дечијих којештарија-продајна изложба уметничких предмета које су направила деца, приредбе и представе.
Осим тога, организатори су припремили и друге врсте програма:
- карневал
- изложба
- посета музеја и галерија
- ревија документарног филма
- богат уметнички програм од стране глумаца, певача, свирача старих инструмената и фолклорног ансамбла
- концерти познатих певачких група са јавне сцене

## Награде
Сајам показује и велики такмичарски карактер. Међу многобројним пријављеним такмичарима потребно је изабрати најбоље у више категорија:
- најбољи произвођач шљиве
- најбољи производи од шљиве
- најбоља воћна ракија
- најбољи индивидуални произвођач шљиве
- златне руке
- такмичење здравичара

За време трајања сајма комисија прегледа узорке и након консултација се бира најбољи. Награда за прво место је златник, за друго и треће место у питању је новчана награда, а додељује се и специјална награда за допринос уређењу рада сајма шљива у Осечини, комплетно осигурање пољопривредног газдинства дародавца „Дунав осигурања“.

## Допринос
Ова манифестација има велики значај како на локалном, тако и на републичком нивоу. Један од разлога је тај што је присутан велики број страних излагача који могу да постану потенцијални инвеститори у Србији. Затим, у пољопривреди лежи велика моћ из тог разлога што наша земља представља повољне услове за њен развој. Шљиварство је само једна у низу грана која може допринети њеном развоју. Осечина је идеално место за одржавање овог типа сајма баш због тога што је мало место и „тера“ људе да се баве пољопривредом, подстиче локални економски развој. Велике количине шљиве, било у сувом или у свежем стању се извозе у друге земље, а највише у Русију. Циљ је да се повећа бруто домаћи производ наше земље и да се на најбољи могући начин искористи потенцијал Србије.

Извоз шљиве у Русију
- 2009. | 1564 t
- 2010. | 1769 t
- 2011. | 1654 t
- 2012. | 2312 t
- 2013. | 1687 t
- 2014. | 1785 t